# 安氏歧鬚鮠
安氏歧鬚鮠，為輻鰭魚綱鯰形目倒立鯰科的其中一種，為熱帶淡水魚，分布於非洲甘比亞、幾內亞比索、獅子山Jong河的淡水流域，體長可達27.6公分，棲息在底中層水域，生活習性不明。